# Cole Hamels
Colbert Michael Hamels (né le 27 décembre 1983 à San Diego, Californie, États-Unis) est un lanceur gaucher de la Ligue majeure de baseball. 
Vainqueur de la Série mondiale 2008 avec les Phillies de Philadelphie, pour qui il évolue de 2006 à 2015, Cole Hamels est nommé joueur par excellence de la Série de championnat 2008 puis joueur par excellence de la Série mondiale. Il compte quatre sélections au match des étoiles, en 2007, 2011, 2012 et 2016.
Il réussit un match sans point ni coup sûr le 25 juillet 2015 pour Philadelphie, après avoir lancé les 6 premières manches d'un match sans coup sûr combiné le 1er septembre 2014.

## Biographie

### Ligues mineures
Lanceur possédant une très bonne balle rapide, un changement de vitesse et une balle courbe, Cole Hamels est drafté par les Phillies de Philadelphie au premier tour de sélection (17e choix). 
Dans les ligues mineures, il conserve un dossier remarquable de 11-3 avec 276 retraits sur des prises en 201 manches lancées. Cependant, il doit s'absenter à plusieurs reprises pour des blessures. Hamels rate la majorité de la saison 2004 en raison d'une blessure au coude. En 2005, il se casse la main gauche lors d'une bagarre dans un bar, et à son retour au jeu éprouve des maux de dos qui mettent fin à sa saison. En 2006 cependant, il demeure en santé et après quelques matchs dans les mineures est rappelé par les Phillies. 

### Phillies de Philadelphie

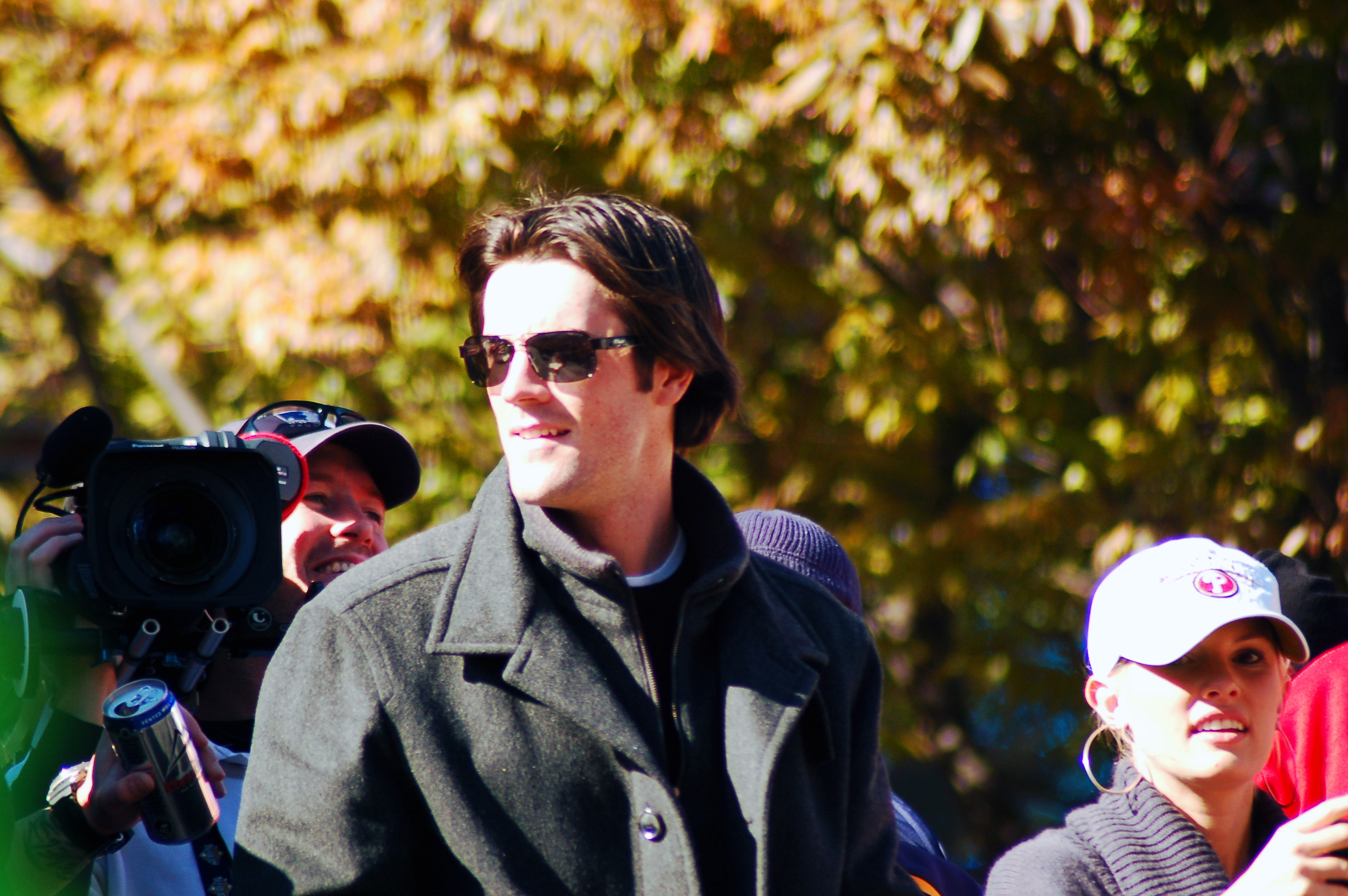
Cole Hamels lors du défilé des champions de la Série mondiale 2008 à Philadelphie.

#### Saison 2006
Hamels fera ses débuts dans les ligues majeures le 12 mai 2006 pour Philadelphie. Il blanchit les Reds de Cincinnati pendant cinq manches, mais n'est pas impliqué dans la décision. Après un second départ, il se blesse à nouveau au coude et doit être placé sur la liste des joueurs blessés pour 15 jours. À son retour, il signe sa première victoire en carrière dans les majeures dans un gain de 10-1 des Phillies sur les Diamondbacks de l'Arizona.

#### Saison 2007
En 2007, le lanceur partant établit un sommet personnel de 15 victoires, contre seulement 5 défaites, et retire 177 frappeurs au bâton. Il est choisi parmi les représentants de la Ligue nationale au match des étoiles du baseball majeur. Il fait ses débuts en éliminatoires en 2007 mais subit la défaite contre les Rockies du Colorado.

#### Saison 2008
En 2008, son dossier victoires-défaites est de 14-10, avec un sommet personnel de 196 retraits au bâton.
Le 1er octobre 2008, il savoure une première victoire en séries éliminatoires alors qu'il blanchit les Brewers durant 8 manches, n'accordant que 2 coups sûrs et retirant 9 frappeurs sur des prises lors du premier match de la Série de division contre Milwaukee. Le 9 octobre, il connait un autre solide départ et retire 8 frappeurs des Dodgers de Los Angeles sur des prises pour remporter une première victoire en Série de championnat.
Cole Hamels a effectué deux départs en Série mondiale contre les Rays de Tampa Bay et a été nommé joueur par excellence de la Série mondiale 2008, gagnée par les Phillies en cinq parties pour un premier titre depuis 1980. Hamels est le cinquième joueur de l'histoire à remporter le titre de joueur par excellence d'une Série de championnat puis celui de meilleur joueur de la Série mondiale qui suit, rééditant les exploits de Willie Stargell (1979), Darrell Porter (1982), Orel Hershiser (1988) et Livan Hernandez (1997).

#### Saison 2009

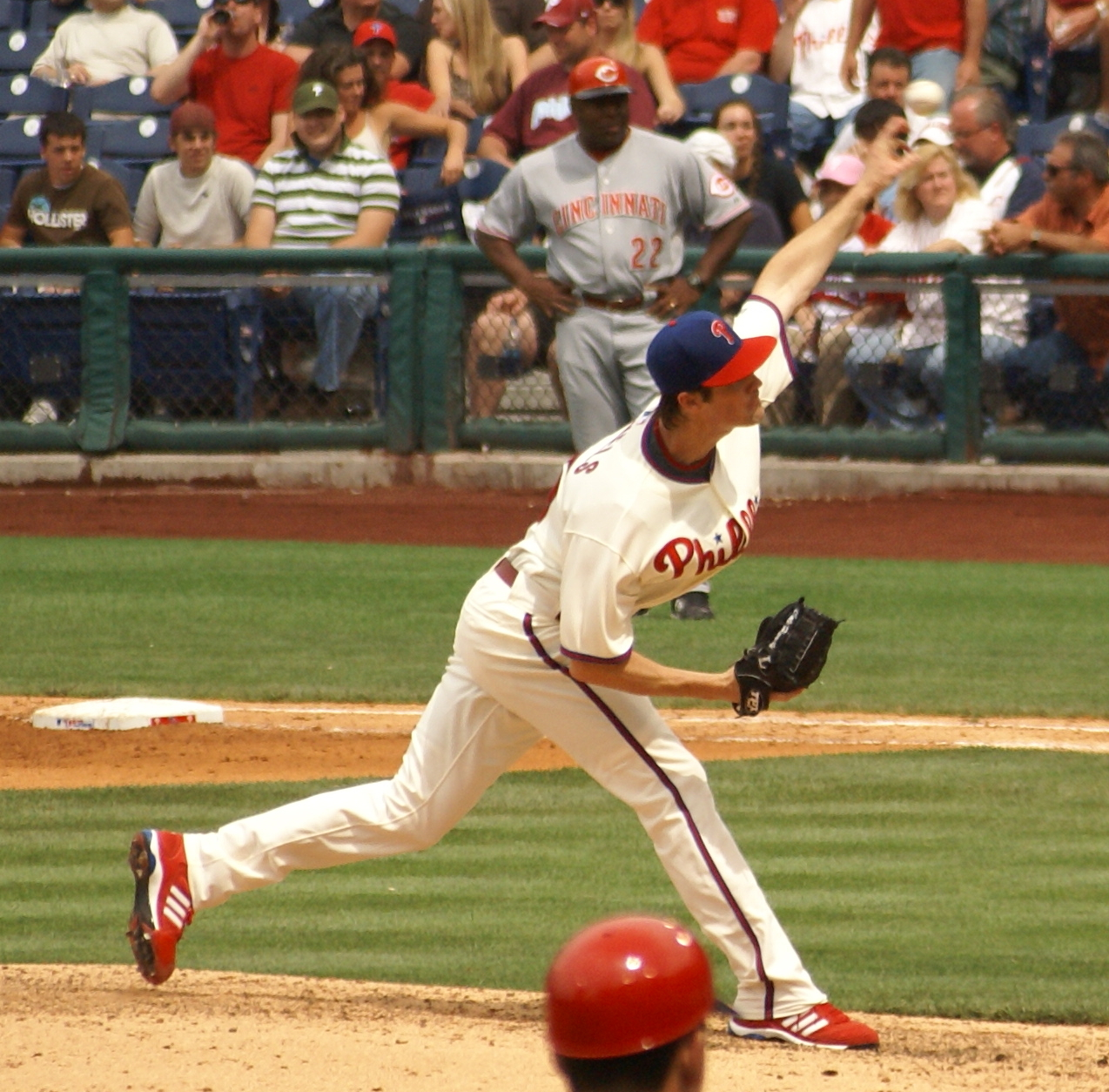
Cole Hamels en action en 2008.

En 2009, il connaît une saison difficile avec une fiche perdante de 10-11 et une moyenne de points mérités de 4,32, mais il enregistre tout de même deux jeux blancs. 
En séries éliminatoires 2009, il perd un match en Série de division face aux Rockies et en gagne un en Série de championnat contre les Dodgers. Puis il se montre chancelant dans le troisième match de la Série mondiale et encaisse la défaite face aux Yankees.

#### Saison 2010

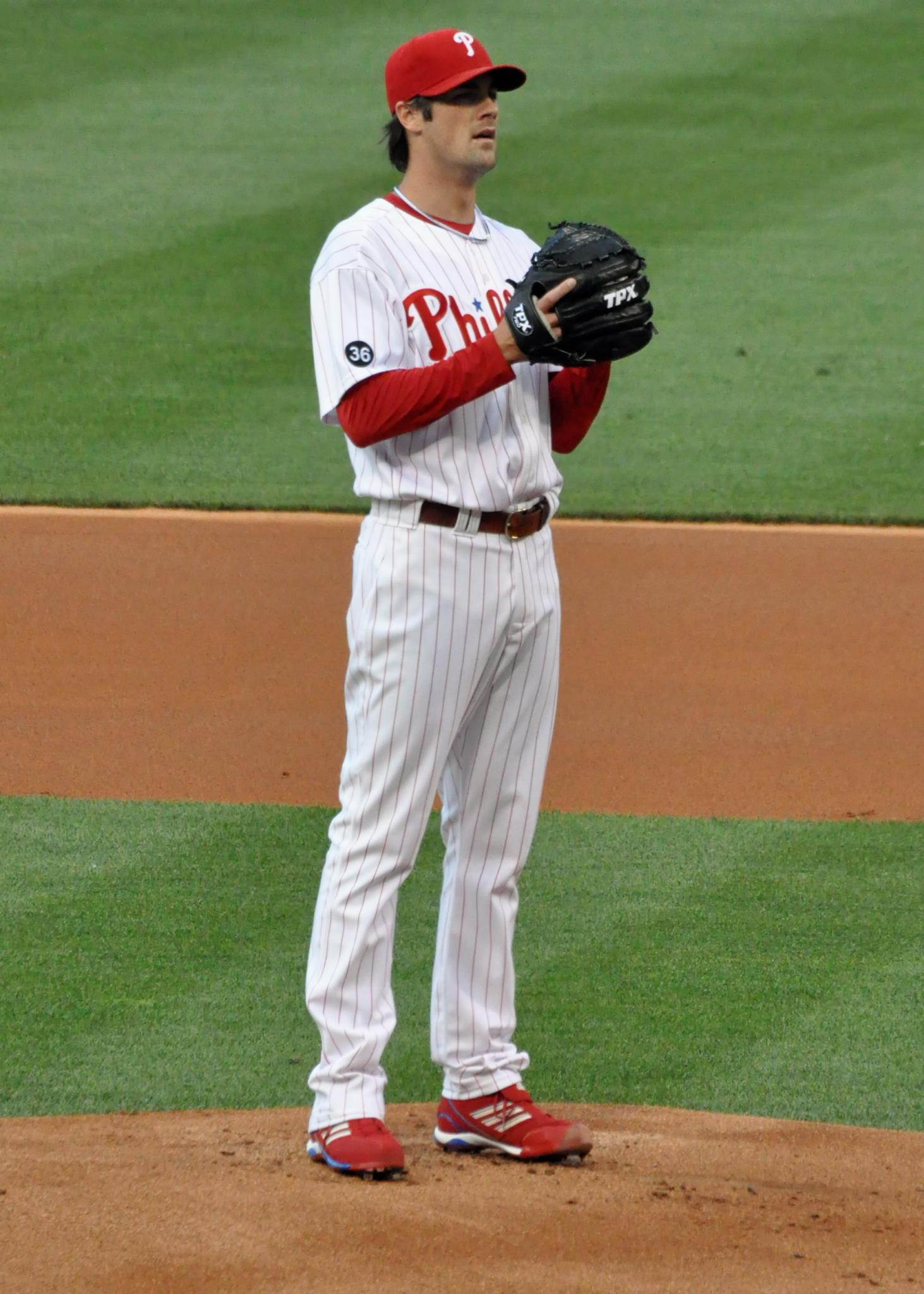
Cole Hamels en 2010.

Il retrouve sa forme des saisons précédentes en 2010 alors qu'il abaisse sa moyenne à 3,06. Il est crédité de 12 victoires, contre 11 défaites, en 33 départs et affiche son plus haut total de retraits sur des prises (211) en une saison.
Il débute deux parties lors des éliminatoires de 2010 et est chaque fois impliqué dans la décision : une victoire en Série de divisions face à Cincinnati et une défaite dans le troisième match de la Série de championnat de la Ligue nationale où les Phillies s'inclinent devant les Giants de San Francisco.

#### Saison 2011
Parmi les meilleurs lanceurs en 2011, Hamels présente la sixième meilleure moyenne de points mérités de la Ligue nationale (2,79) et est le deuxième lanceur de la ligue accordant le moins de coups sûrs à l'adversaire, après Clayton Kershaw des Dodgers. Il apparaît aussi dans le top 10 pour les retraits sur des prises, avec 194. Gagnant de 11 matchs contre seulement 4 défaites à la pause du match des étoiles, auquel il participe pour la seconde fois de sa carrière, il termine l'année avec un dossier de 14-9 et trois matchs complets. Il termine cinquième au vote pour le trophée Cy Young du meilleur lanceur, prix décerné à Kershaw au détriment de deux coéquipiers de Hamels, Roy Halladay et Cliff Lee.
Malgré 102 victoires en saison régulière, le plus haut total de toutes les équipes, les Phillies sont éliminés dès le premier tour éliminatoire en 2011 et Hamels n'a le temps d'effectuer qu'un seul départ en Séries de divisions. Il blanchit les Cardinals en six manches au monticule dans le troisième match, disputé à Saint-Louis, et remporte la victoire dans un intense duel avec son opposant Jaime García.

#### Saison 2012
Le 6 mai 2012, Hamels atteint d'un lancer la jeune sensation des Nationals de Washington Bryce Harper. L'incident ne suscite aucune réaction en cours de match, mais après la partie Hamels déclare avoir volontairement atteint Harper pour lui « souhaiter la bienvenue » dans les grandes ligues. Le lanceur des Phillies reçoit une suspension de 5 parties et ses déclarations entraînent les vives critiques du manager général des Nationals, Mike Rizzo.
À la mi-saison, Hamels est invité pour la troisième fois au match des étoiles.
Hamels doit devenir joueur autonome au terme de la saison 2012. Tout au long de la première moitié de saison, alors que les Phillies déçoivent et occupent souvent le dernier rang de leur division, les rumeurs d'échanges s'intensifient. Les Dodgers de Los Angeles sont souvent mentionnés comme destination potentielle,, via un échange ou le marché des agents libres, notamment parce que Hamels est originaire de Californie. Les Phillies mettent un terme aux spéculations le 25 juillet, soit 6 jours avant la date limite des transactions, lorsqu'ils annoncent que Hamels a accepté une prolongation de contrat de 6 ans pour 144 millions de dollars avec Philadelphie.

#### Saison 2013
En 33 départs en 2013, Hamels encaisse 14 défaites contre 8 victoires et sa moyenne de points mérités s'élève à 3,60 en 33 départs et 220 manches lancées. Il enregistre 202 retraits sur des prises.

#### Saison 2014
Le 1er septembre 2014, Hamels lance les 6 premières manches d'un match sans coup sûr combiné à Atlanta contre les Braves. Jake Diekman, Ken Giles et Jonathan Papelbon complètent le travail avec une manche lancée chacun dans cette victoire de 7-0 des Phillies.
En 2014, il remet sa meilleure moyenne de points mérités en carrière : 2,46 en 204 manches et deux tiers lancées. C'est la 5e année de suite qu'il lance au moins 200 manches, et la 6e fois en 7 ans. En 30 départs, il remporte 9 victoires contre 9 défaites et enregistre 198 retraits au bâton. Il prend le 6e rang du vote annuel qui détermine le gagnant du trophée Cy Young.

#### Saison 2015
Hamels amorce la saison 2015 au milieu de rumeurs d'échanges, les Phillies chutant rapidement jusqu'au dernier échelon du classement. Le 25 juillet 2015, à moins d'une semaine de la date limite des échanges, Hamels lance un match sans point ni coup sûr à Chicago dans une victoire de 5-0 des Phillies sur les Cubs. Il réussit 13 retraits sur des prises contre deux buts-sur-balles durant cette partie. Il s'agit du premier match sans coup sûr dont sont victimes les Cubs en près de 50 ans, soit depuis le match parfait de Sandy Koufax contre eux le 9 septembre 1965 ; Hamels met ainsi fin à une séquence record de 7 920 parties consécutives.

### Rangers du Texas
Le 31 juillet 2015, Philadelphie échange Cole Hamels et le lanceur gaucher Jake Diekman aux Rangers du Texas contre le lanceur gaucher Matt Harrison et 5 joueurs des ligues mineures : les lanceurs droitiers Alec Asher, Jerad Eickhoff et Jake Thompson, le voltigeur Nick Williams et le receveur Jorge Alfaro.